# Прибалтийский экономический район

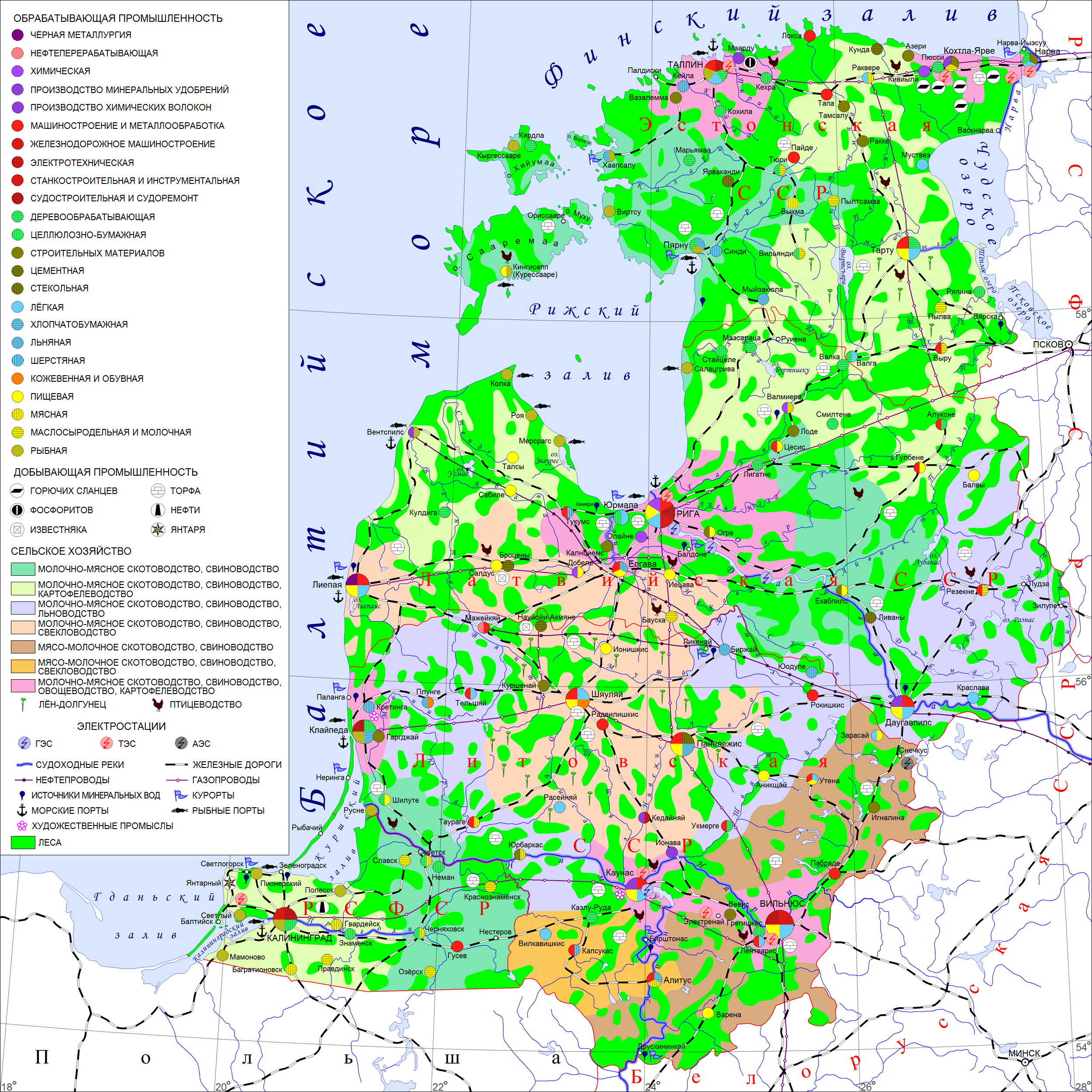
Экономическая карта района

Прибалти́йский экономи́ческий райо́н
- историч. — один из 19 экономических районов СССР, состоял из трёх прибалтийских союзных республик (Латвийская ССР, Литовская ССР, Эстонская ССР) и Калининградской области РСФСР[1].
- в экономико-географическом анализе мирохозяйственного размещения факторов производства — исторически сложившийся комплекс взаимосвязанных экономик, транспортных и природных структур Латвии, Литвы, Эстонии и Калининградской области РФ, который рассматривается в качестве одной из локальных предпосылок современного развития европейской интеграции и приграничного сотрудничества[2].

Район расположен на Восточно-Европейской равнине; типичный рельеф — холмисто-моренные гряды и возвышенности Балтийской гряды, разделённые озёрно-ледниковыми и зандровыми низменностями. Много озёр, болот и лугов. Главные возвышенности — Жямайтская, Латгальская, Видземская, Хаанья, Отепя, с высотами 200—250 м. Максимальная высота — 317 м (Суур-Мунамяги, в Эстонии близ границы с Латвией). Низменности — Среднелитовская, Среднелатвийская и Западно-Эстонская.
| Государство | Площадь (км²) | Население (2018) |
| ----------- | ------------- | ---------------- |
| Литва       | 65 200        | 2 797 184        |
| Латвия      | 64 589        | 1 934 400        |
| Эстония     | 45 226        | 1 315 635        |
| Россия1)    | 15 100        | 994 599          |

Климат влажный; лето умеренно тёплое, зима мягкая. Преобладающий тип лесов — смешанные хвойно-лиственные; из пород деревьев — сосна, ель, берёза, осина, ольха. Местами встречаются широколиственные породы: дуб и липа, на юге района — ясень и граб. Леса занимают 32 % территории района.
Население — 8701 тыс. чел. (1987). Население — литовцы, латыши, эстонцы, русские, евреи, белорусы, украинцы и др. Средняя плотность населения в 1975 году составляла 41,8 чел. на 1 км². При территории, составлявшей около 1 % площади СССР, на район приходилось 3,2 % населения страны.

## Прибалтика в системах макрорегионального районирования

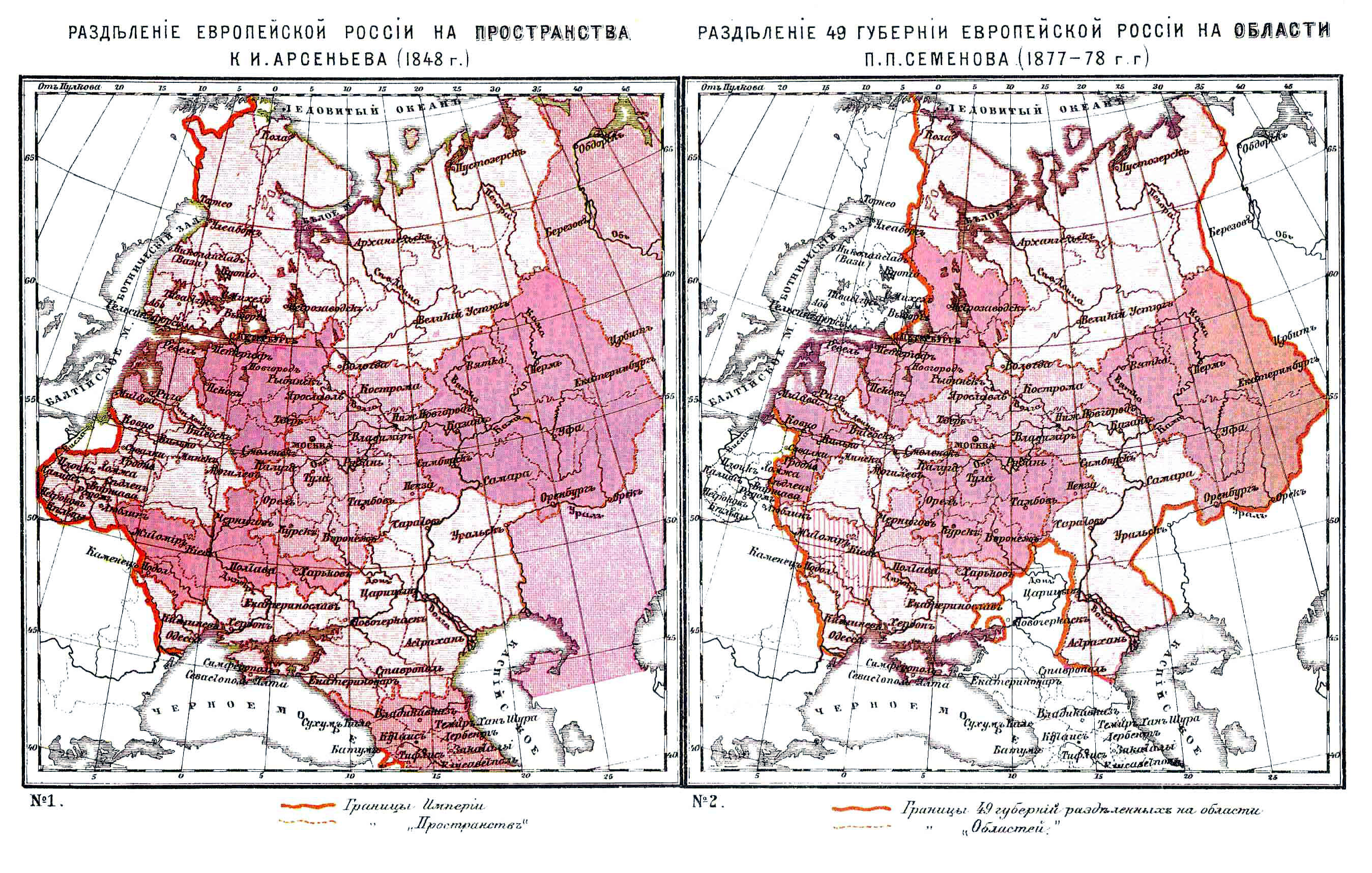
Районирование по К. И. Арсеньеву (1848, слева) и П. П. Семёнову (1877-78, справа)

Уже при первом подходе к экономико-хозяйственному районированию («Начертание статистики Российского государства», 1818) К. И. Арсеньев, «исходя из чисто географических соображений», выделяет в европейской России 10 «пространств» — 1) Северное (включало Финляндию), 2) Алаунское, 3) Балтийское (остзейские губернии), 4) Низменное (в том числе Литва) и т. д. В этом составе регионов Прибалтика представлена двумя (№ 3 и 4).
Уточнив эту классификацию в «Статистических очерках России» (1848), в Алаунское пространство, Арсеньев включил Санкт-Петербургскую губернию (соотнеся её с исторической Ингерманландией), а также Новгородскую, Тверскую, Смоленскую и Псковскую.

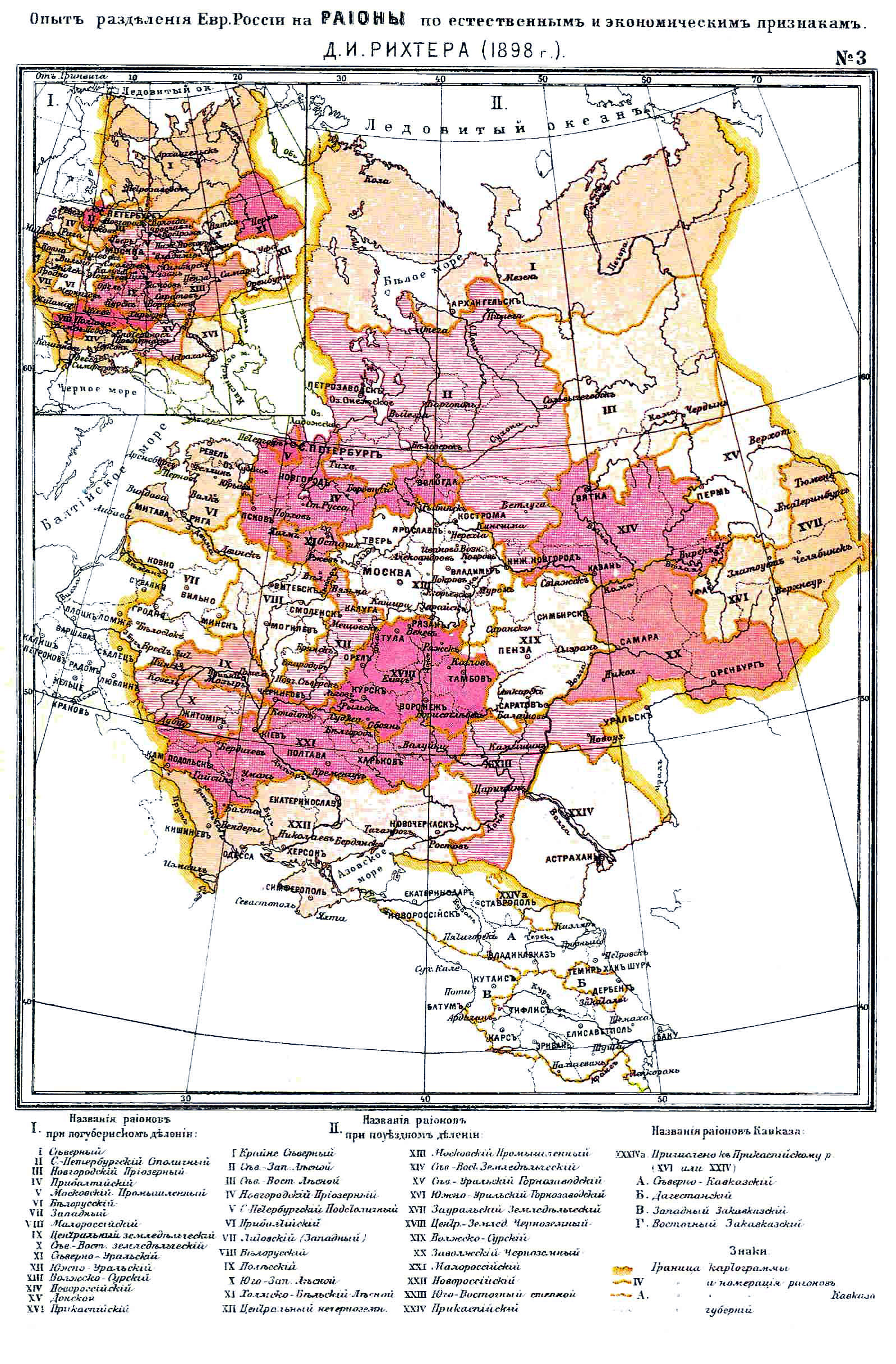
Районирование по Д. И. Рихтеру (1898)

Балтийское пространство, по Арсеньеву, «идёт от южного берега Финского залива до Литвы и Польши с севера на юг, и от восточного берега Балтийского моря до Алаунского пространства, и заключает в себе Остзейские или Русско-Немецкие губернии: Эстляндскую, Лифляндскую и Курляндскую». Наконец, в Низменное пространство вошли Белоруссия (губернии Витебская и Могилёвская), Литва (Минская, Гродненская, Виленская и восточную часть Ковенской) и Самогитию, а также всё Царство Польское.
Приоритет географических критериев над административно-территориальным делением сохранился и здесь. Так, географическое понятие «южный берег Финского залива» разбито между Эстляндской и Санкт-Петербургской губерниями, а историческая Самогития (Жемайтия, северо-западный, прибрежный край Литвы) не полностью соответствует Ковенской губернии. Понятие «Литва» до революции исторически ассоциировалось с Великим княжеством Литовским — прибалтийской частью Белой Руси, что отразила и классификация Арсеньева.
В 1871 году П. П. Семёнов-Тян-Шанский разделил европейскую Россию (вместе с Финляндией, Царством Польским и Кавказом) на 14 «естественных» областей, уточнив их границы уже не по губерниям, а по уездам. Для нужд государственной статистики России учёный предложил 12-частную классификацию, привязанную к губерниям. Прибалтику он разделил между собственно Прибалтийской областью (губернии Эстляндская, Лифляндская и Курляндская) и Литовской областью (губернии Ковенская, Виленская и Гродненская). Смоленская, Могилёвская и Витебская губернии составили отдельную Белорусскую область.
Помимо этих классификаций (авторы которых в разное время возглавляли статистические органы России), русские учёные и методисты в своих научных сочинениях, курсах географии и в географических сборниках излагали и свои оригинальные схемы районирования. И. И. Вильсон в «Объяснении к хозяйственно-статистическому атласу» (1869) выделил 6 погубернских групп: Северную, Прибалтийскую, Западную, Юго-Западную, Центральную, Восточную и Южную. Князь А. И. Васильчиков («Землевладение и земледелие») среди восьми групп губерний назвал «…7) Литву и Северо-Западный край и 8) Остзейский край».
Дополнив физико- и экономико-географические факторы историческими и международно-экономическими, Д. И. Менделеев дал следующую характеристику Балтийского края (выделенного им в числе 14 экономических краёв России):

С давних времён (Новгород и Псков в древности, а ныне Петербург, Рига и Ревель) эти прибалтийские части России служили… торговыми путями для сношений с Западной Европой, а потому здесь давно развился дух предприимчивости…— «Фабрично-заводская промышленность и торговля России»
На этом основании к Прибалтийскому краю учёный отнёс, помимо трёх прибалтийских губерний, также Псковскую, Новгородскую и Петербургскую (включение которой заставило его предложить альтернативное название краю — Петербургский. Отделяя от Балтийского края Белоруссию и Литву в состав Северо-Западного края, Менделеев, как и его предшественники, Менделеев указал на общность исторического прошлого Виленской, Витебской, Гродненской, Ковенской, Минской и Могилёвской губерний — их принадлежность древнему Литовскому княжеству. Тем не менее, учёный отметил, что этот край «составляет во всех отношениях переход… к центральным и прибалтийским»).
Благодаря ликвидации частнокапиталистических противоречий, возникновение общенародной собственности на средства производства в СССР создало предпосылки превращения экономики в единый народнохозяйственный комплекс, развивающийся не по стихийным законам рынка, а на основе народнохозяйственных планов. В числе научных основ их разработки была и методология экономического районирования, основы которой были заложены до революции К. И. Арсеньевым, П. П. Семёновым-Тян-Шанским, Д. И. Менделеевым и др. В новых условиях районирование, помимо пассивного сбора и анализа экономико-географических и статистических народнохозяйственных данных, стало инструментом, обеспечивающим комплексное развитие т. н. территориально-производственных комплексов (ТПК), охватывающих сразу несколько краёв, областей и даже союзных республик. ТПК определяется как «территориальная часть народного хозяйства страны, характеризующаяся определённым экономико-географическим положением, территориально-хозяйственным единством, своеобразием природных и экономических условий и исторически сложившейся производственной специализацией, основанной на территориальном общественном разделении труда».
Прибалтийский экономический район — один из таких ТПК. В его состав входили Литовская, Латвийская и Эстонская ССР, а также Калининградская область. Наряду с Белорусским экономическим районом, он понёс наибольшие разрушения, материальные и человеческие потери в годы Великой Отечественной войны. Это потребовало гораздо больших, чем в других районах, инвестиций в расчёте на душу населения для восстановления транспортной и энергетической инфраструктуры, коммуникаций, а также производственных мощностей. Фактически, вся индустриальная база Прибалтики была создана в послевоенные в СССР заново.
Это обеспечило большие, чем в других районах, показатели выпуска продукции и её качества. При том, что одновременно шкала розничных цен была установлена по I категории (например, ниже, чем в Москве и Ленинграде), прибалтийские республики из года в год лидировали в общесоюзной статистике по такому показателю, как объём вкладов на душу населения. Так, в 1982 году при среднем размере вклада на душу населения по СССР в 1143 руб. в Латвии этот показатель составлял 1260, в Эстонии 1398, и в Литве — 1820 рублей (максимум среди союзных республик СССР).

## Общесоюзная специализация
Основная специализация промышленности в общесоюзном масштабе: трудоёмкие, обрабатывающие отрасли, среди которых выделяется машиностроение (электротехника, радиоэлектроника, станкостроение, приборостроение, судостроение и т. д. Были развиты также пищевая и лёгкая промышленность. Сельское хозяйство интенсивного типа, особо развито животноводство и рыболовство.
Уникальной специализацией Прибалтики является янтарь. Основная его добыча ведётся в Калининградской области; годовая мощность карьера — от 400 до 1000 т янтаря в год; по исчерпании запасов велась разведка и обустройство новых месторождений.
Благоприятное приморское географическое положение и морской выход в Атлантический океан обеспечили Прибалтике развитие рыболовства и рыбоперерабатывающей промышленности, морского судостроения и судоремонта. Развитый морской транспорт и портовое хозяйство; порты союзного значения — Рига, Калининград, Таллин, Клайпеда, Лиепая, Вентспилс — играли важную роль во внешнеторговых морских перевозках СССР. До Второй мировой войны лов рыбы вёлся только в Балтийском море; после присоединения к СССР прибалтийские республики получили современный океанский рыболовный флот, позволивший перейти к лову рыбы главным образом в Атлантическом океане.
Прибалтика была тесно интегрирована в общесоюзную систему размещения производительных сил, что обеспечивало высокую эффективность использования её природного и трудового потенциала.
Главными составляющими ввоза из других экономических районов были топливо и сырьё: нефтепродукты, природный газ, уголь, прокат чёрных и цветных металлов, деловая древесина, пиломатериалы, хлопок, шерсть, а также некоторые виды машин (тракторы, комбайны, автомобили) и оборудования. Ввозилось также продуктовое и фуражное зерно.
В структуре вывоза выделялись: рыбная продукция, радиоприёмники, магнитофоны, счётные машины, телефонная аппаратура, приборы, металлорежущие станки, пассажирские электровагоны, трамваи, микроавтобусы, мопеды, электродвигатели и другие электроизделия, бумага, фанера, мебель, ткани, трикотаж, изделия из янтаря, животное масло, мясо, сыр.
Прибалтика была в СССР третьей по важности, обеспеченности инфраструктурой и популярности зоной курортов и туризма после Черноморского побережья Кавказа и Крыма. Специфика геологического строения, наличие обширный пляжей, живописных озёрно-лесных местностей, а также минеральных источников позволила создать разветвлённую сеть курортов (в том числе лечебных) и центров отдыха. В их числе:
- в Эстонии — Пярну, Хаапсалу, Нарва-Йыэсуу
- в Латвии — Юрмала, Балдоне
- в Литве — Паланга, Друскининкай, Бирштонас, Ликенай
- в Калининградской области — Светлогорск, Зеленоградск.

## Топливно-энергетический комплекс
Крупнейшие реки — Даугава и Нямунас достаточно многоводны. Крупнейшие ГЭС: Плявиньская, Кегумская и Рижская на Даугаве, Каунасская на Немане. Несмотря на это суммарный гидроэнергетический потенциал района составлял лишь 0,4 % к общесоюзному (оценка в 14,2 млрд квт·ч среднегодовой выработки).
Из ископаемых топливных ресурсов — горючие сланцы в Эстонской ССР и торф. Добыча сланца в 1973 году — 31,1 млн. т. Промышленное использование сланца — сланцеперерабатывающий комбинат в Кохтла-Ярве и сланцехимический комбинат в Кивиыли. Энергетическое — Прибалтийская ГРЭС, и Эстонская ГРЭС в Нарве. Из 2,6 млн. т добытого в 1973 году торфа использовано 1,1 млн. т для топлива и 1,5 млн. т в сельском хозяйстве.
Недостаток энергоресурсов Прибалтика восполняла за счёт ввоза нефтепродуктов и природного газа из России. Для выработки мазута, бензина, керосина и т. п. в Мажейкяе (Литва) был построен крупный нефтеперерабатывающий завод, куда нефть поступала по трубопроводу из Поволжья. Привозной мазут и природный газ использовались также и для выработки электроэнергии на Литовской ГРЭС (г. Электренай). Из других республик СССР Прибалтика получала газ по магистральным газопроводам Дашава — Вильнюс — Рига и Вуктыл — Торжок — Рига, от которых были построены ответвления к другим промышленным центрам.

## Отрасли промышленности
Машиностроение являлось одной из ведущих отраслей промышленности Прибалтики. При этом потребность народного хозяйства района в чёрных металлах собственного проката Прибалтика удовлетворяла лишь на 15 %. Их обеспечивал завод «Сарканайс металлургс» в Лиепае, который работал на местных ресурсах металлолома (в основном, демонтаж судов). Основную же часть металла в Прибалтику приходилось завозить с Украины и Урала.
В связи с этим при планировании развития производственных мощностей Госплан СССР делал упор на неметаллоёмкие, точные отрасли машиностроения. Это — радиотехническая, электронная, электротехническая промышленность, приборостроение, прецизионное станкостроение, а также транспортное машиностроение. Соответственно принимались меры к обеспечению района высококвалифицированными кадрами для работы в этих отраслях.
По выпуску продукции этих отраслей в 1973 году Прибалтийский экономический район обеспечивал, в процентах к общесоюзному производству:
- бытовых электросчётчиков — около 80 %
- телефонных аппаратов — 53 % (Рижский электротехнический завод «ВЭФ»)
- пассажирских магистральных вагонов — 30 % (Рижский вагоностроительный завод)
- трамвайных вагонов — 29 %
- радиоприёмников и радиол — 28 % (Рижское производственно-техническое объединение «Радиотехника»)
- магнитофонов — 14 % (Вильнюсский электротехнический завод «Эльфа»)

Помимо перечисленных, из крупнейших машиностроительных заводов имели общесоюзное значение: станкостроительные в Вильнюсе и Таллине; приборостроительный, электронно-вычислительной техники и др. В Таллине был построен завод экскаваторов, в Елгаве — автомобильный завод РАФ (производство микроавтобусов).
Благодаря достаточной лесистости района (треть территории) с давних пор важное значение в его экономике имели лесная, деревообрабатывающая промышленность и лесное хозяйство. В Прибалтике было немало собственных фанерных заводов, лесопильных и мебельных предприятий. Запасы древесины оцениваются в 695 млн. м³. Несмотря на то, что это лишь 0,8 % от общесоюзных, их транспортная доступность намного выше, чем в других районах. Объём лесозаготовок в начале 1970-х годов составлял свыше 10 млн. м³ в год.
Тем не менее, значительную часть древесины приходилось завозить в Прибалтику из лесных районов севера Европейской части РСФСР. Благодаря этому в советское время быстрыми темпами стала развиваться целлюлозно-бумажная промышленность Прибалтики. В 1973 году здесь было произведено 600 тыс. т целлюлозы и 510 тыс. т бумаги, что позволило обеспечить потребности местных полиграфических мощностей. Целлюлозно-бумажные комбинаты были построены в Калининграде, Советске, Немане, Клайпеде, Юрмале, Таллине и Кехре.
Промышленность строительных материалов развивалась на базе местного нерудного сырья. В годы послевоенного восстановления были созданы современные производственные мощности: Акмянский и Рижский цементные заводы; цементно-шиферные комбинаты в Броцене и Кунда. В 1973 году они произвели 4,1 млн. т цемента, и 290 млн. листов шифера.
В дореволюционной России и СССР Прибалтика славилась, помимо прочего, продукцией лёгкой промышленности. Крупнейшим и старейшим предприятием этой отрасли являлась Кренгольмская мануфактура в Нарве. Помимо неё можно назвать «Балтийскую мануфактуру» в Таллине, «Ригас мануфактура» и чулочную фабрику «Аврора» в Риге, льнокомбинат в Паневежисе, шёлковый комбинат в Каунасе. В 1970-е годы были вновь построены фабрика бельевого трикотажа в Утене, хлопчатобумажный комбинат в Алитусе, комбинат верхнего трикотажа в Огре, галантерейный комбинат в Лиепае. Для обеспечения потребностей лёгкой промышленности в химических волокнах были построены заводы искусственного волокна в Каунасе и синтетического волокна в Даугавпилсе.
В 1973 году лёгкая промышленность Прибалтики характеризовалась следующими показателями выпуска:
- Ткани хлопчатобумажные — 332 млн. м²
- Ткани шёлковые — 52 млн. м²
- Ткани льняные — 47 млн. м²
- Ткани шерстяные — 41 млн. м²
- Трикотаж — 85 млн шт. бельевой и 45 млн шт. верхний
- Чулочно-носочные изделия — 157 млн пар

С дореволюционных лет основная часть промышленности была размещена в крупных городах Прибалтики: Риге, Таллине, Вильнюсе, Каунасе, Калининграде, Клайпеде, Даугавпилсе, Шяуляе. По завершении послевоенного восстановления и реконструкции производственных мощностей встала необходимость развивать промышленность также и в средних и малых городах. Такая программа стала активно осуществляться начиная с середины 1960-х годов. Были построены предприятия в Алитусе (хлопчато-бумажные ткани, бытовые холодильники), Нарве (производство электроэнергии, сланцезольные стройматериалы), Паневежисе (льняные ткани, стекло), Кедайняе (фосфорные удобрения, кормовые дрожжи, сахар), Утене (трикотаж), Плунге (искусственные кожи), Валмиере (стекловолокно), Резекне (доильные установки, молочные консервы), Мажейкяе (нефтепереработка) и др.

## Сельское хозяйство и пищевая промышленность
Сельскохозяйственные угодья занимают в Прибалтике 8,8 млн. га. Из них пашня составляла 5,4 млн. га, а сенокосы и пастбища — 3,1 млн. га. Климатические и почвенные условия остро ставят проблему осушения переувлажнённых и заболоченных земель. К 1974 году общая площадь земель с ирригационной сетью превысила 5 млн. га — более 90 % посевных площадей.
Немалую часть посевов (2,09 млн. га) составляют зерновые; главным образом — ячмень, рожь, пшеница и овёс. Однако более всего площадей (2,6 млн. га) занято кормовыми культурами — многолетними и однолетними травами и корнеплодами. Картофель высаживают на площади около 0,4 млн. га. Под технические культуры в Литовской ССР и Латвийской ССР было отведено:
- лён — 65 тыс. га
- сахарная свёкла — 44,5 тыс. га

Остальные направления использования земельных угодий:
- овощи — 43,3 тыс. га
- плодово-ягодные насаждения — тыс. га

С дореволюционных времён сельское хозяйство Прибалтики отличалось высокой интенсивностью. Здесь сложилась специализация на молочно-мясном скотоводстве и беконном свиноводстве. На начало 1974 года в Прибалтийском экономическом районе было 4500 тысяч голов крупного рогатого скота (в том числе коров — 1932 тысяч), 4595 тысяч свиней, 705 тысяч овец и коз.
В 1973 производство молока достигло 5803 тыс. т, мяса (в убойном весе) 822 тыс. т. Доля района в общесоюзном производстве молока составила 6,6 %, мяса — 6,1 %, картофеля — 6 %, льноволокна — 3,7 %.
Пищевая промышленность в 1973 году произвела:
- Масла животного — 113 тыс. т
- Сыра 39 тыс. т
- Мяса промышленной выработки 584 тыс. т

Среди новейших крупных предприятий этой отрасли — мясокомбинат в Алитусе и сыродельный завод в Выру. В Прибалтике действовало 7 сахарных заводов: 4 в Литовской ССР (города Паневежис, Капсукас, Кедайняй, Павянчяй) и 3 в Латвийской ССР (города Елгава, Лиепая, Екабпилс). Наряду с Белоруссией Прибалтика отличалась самым высококачественным сгущёным молоком, завод по производству которого находился в Резекне.
Для обеспечения нужд сельского хозяйства были построены заводы азотных удобрений в Ионаве и Кохтла-Ярве и комбинаты фосфорных удобрений в Кедайняе и Маарду. К сожалению, культура их применения оказалась не везде достаточно высока. Особенную опасность для экологии стало представлять загрязнение подземных карстовых вод. В связи с этим в Пандивере (Эстония) в 1989 году была создана особая природоохранная зона.
Организационно сельское хозяйство было представлено (на 1973 год) 2126 колхозами и 752 совхозами. В отличие от других районов СССР, где коллективизация с последующими укрупнениями колхозов и их преобразованиями в совхозы создала иной тип среднего сельскохозяйственного предприятия, Прибалтика отличалась, во-первых, численным преобладанием колхозов над совхозами, а во-вторых — наличием большого числа небольших, даже мелких колхозов — в основном сохранивших соответствие с наделами бывших крупных и средних частных землевладельцев.

## Транспортная инфраструктура
Среди других экономических районов СССР Прибалтика отличалась большой густотой сети железных дорог (6,19 тыс. км), автомобильных дорог с твёрдым покрытием (56 тыс. км), а также развитым речным судоходством (Нямунас, Преголя, Даугава, Лиелупе, Вента, Эмайыги, Нарва). Протяжённость внутренних судоходных водных путей составляла в 1973 году (включая Чудское и Псковское озёра) 2 тыс. км.